# Arthur Hughes

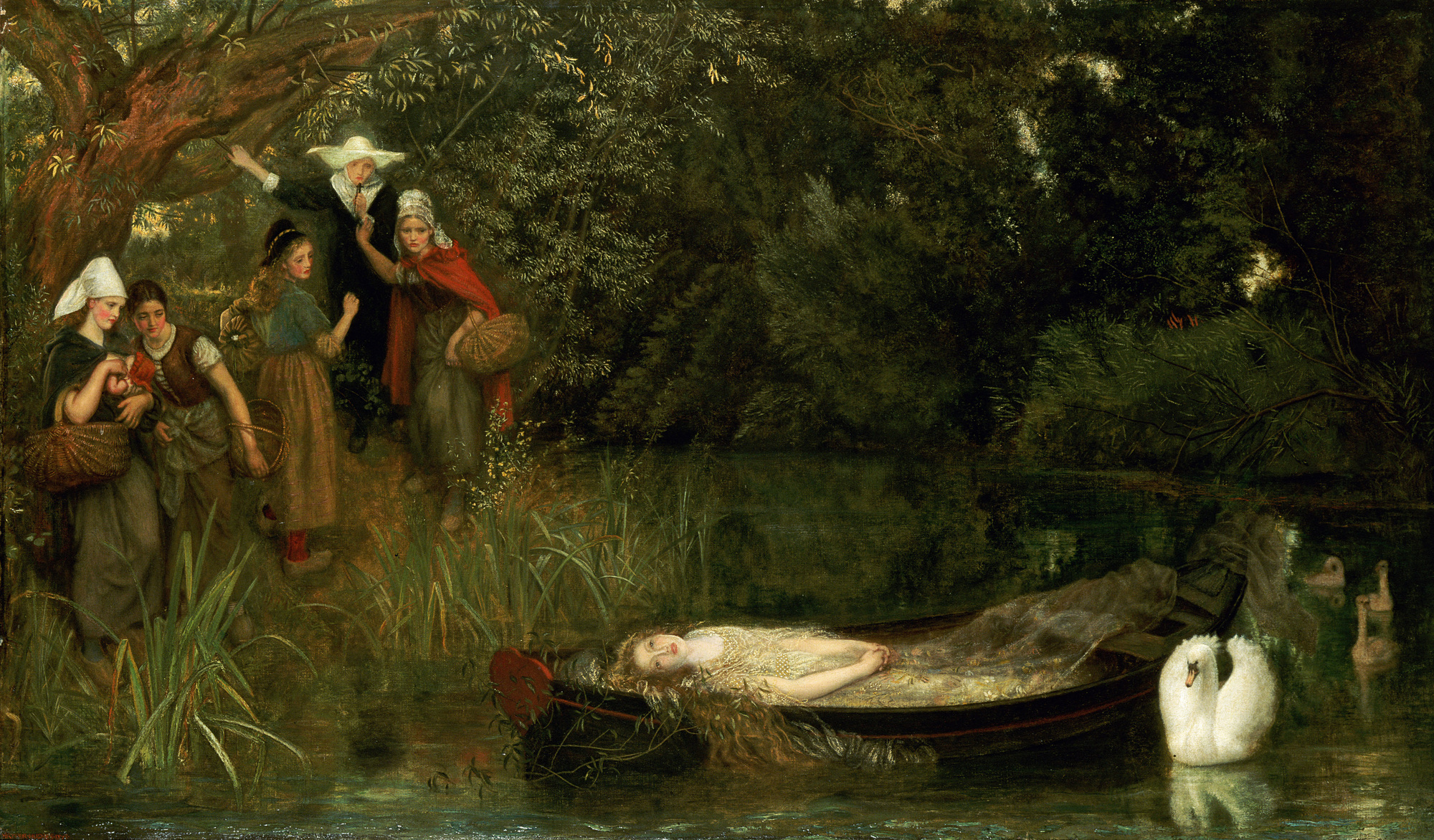
Lady de Shalott (1873).

Arthur Hughes (Londres, 27 de gener de 1832 - Londres, 22 de desembre de 1915), va ser un pintor i il·lustrador anglès associat a la Germandat Prerafaelita. És l'oncle del també pintor Edward Robert Hughes.

## Biografia
El 1846 va entrar a l'escola d'art de Somerset House a Londres, sent el seu primer mestre el pintor belga Alfred Stevens, i a l'any següent va obtenir una beca per a la Royal Academy of Arts. Allí va conèixer a John Everett Millais i a Holman Hunt i es convertiria en un dels pintors associats a la Germandat Prerafaelita. El 1849 va guanyar la medalla de plata de dibuix antic i el seu primer quadre, Musidora, un nu convencional, va ser penjat a la Royal Academy, quan només tenia 17 anys, participant a partir de llavors, gairebé anualment amb un quadre, no només a la Reial Acadèmia, sinó també, més endavant, a les exposicions de la Grosvenor Gallery i la New Gallery.
La primera obra amb el nou estil prerafaelista va tenir lloc el 1852, amb Ofèlia, donant-se la circumstància que el seu amic Millais també va presentar una altra Ofèlia en la mateixa exposició, basant-se tots dos en el personatge d'Ofèlia en el Hamlet, de William Shakespeare.
A la seva mort en Kew Green, va deixar al voltant de 700 quadres i dibuixos coneguts, al costat de més de 750 il·lustracions de llibres.

## Obres
Les seves pintures més conegudes són Amor d'abril i El llarg compromís, que presenten parelles amb problemes que consideren la fugacitat de l'amor i la bellesa. Van estar inspirades per anteriors pintures de "parelles" de John Everett Millais, però posant major èmfasi en el pathos de la incapacitat humana per mantenir la frescor del sentiment de la joventut, en comparació del poder regeneratiu de la naturalesa.
Com Millais, Hughes també va pintar una Ofèlia i va il·lustrar el poema de Keats, La vigília de Santa Agnès. La versió d'aquesta última la va fer Hughes en forma de tríptic secular, una tècnica que repetiria per a les escenes de "Al vostre gust" de Shakespeare. La seva obra es destaca pel seu màgic i brillant colorit i el seu delicat dibuix.
Hughes va estar en estret contacte amb l'escriptor George MacDonald i va il·lustrar alguns dels seus llibres, produint també nombroses il·lustracions per a la revista mensual de Norman MacLeod, Good Words.

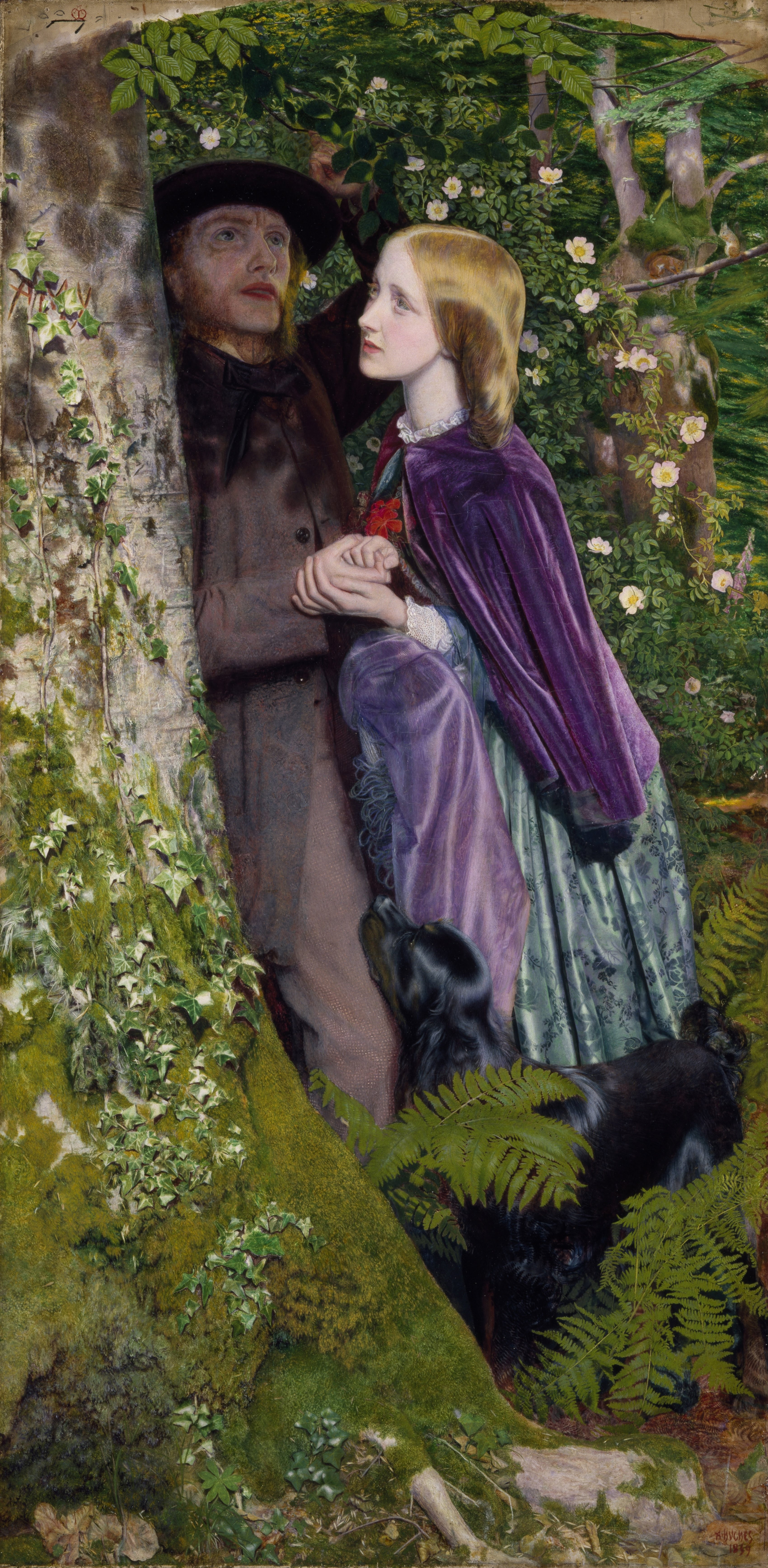
El llarg compromís (1859), Birmingham Museums and Art Gallery.
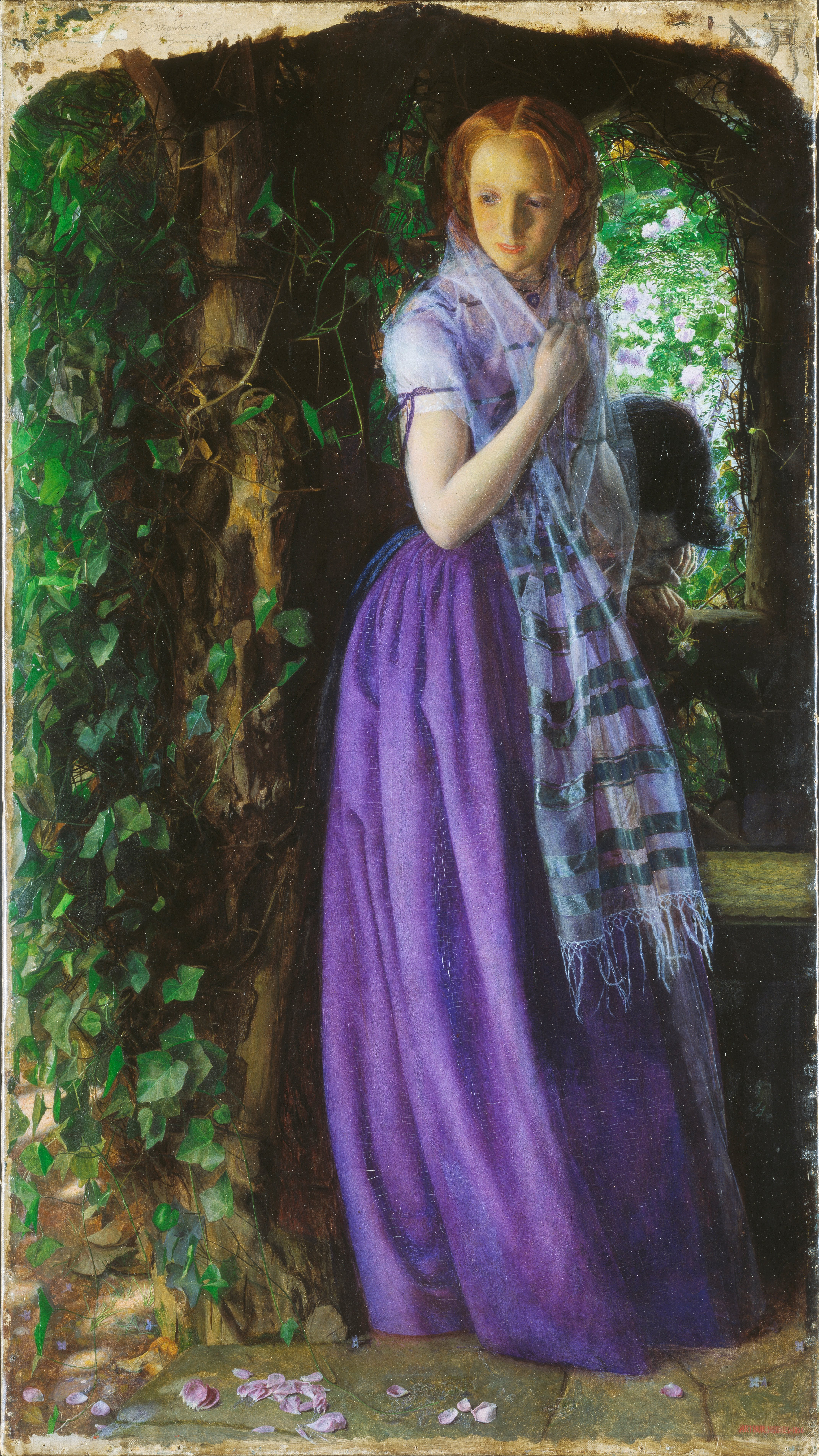
Amor d'abril (1856) Tate Gallery.
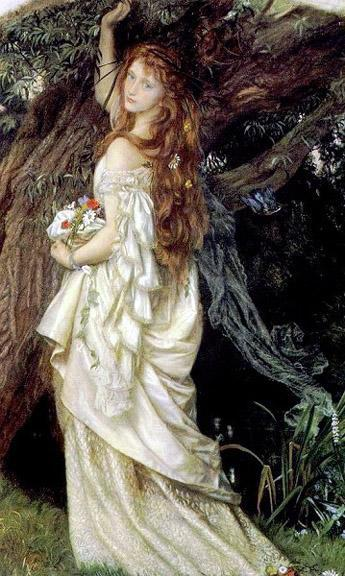
Ofèlia (Segona versió), c. 1863.